# شونجي
الإمبراطور شونجي (15 مارس عام 1638 - 5 فبراير عام 1661) الذي ولد تحت اسم فولن هو ثاني أباطرة سلالة تشينغ الحاكمة في الصين وهو أول إمبراطور من سلالة تشينغ يحكم أراضي الصين الداخلية خلال الفترة الممتدة من عام 1644 حتى عام 1661. اختارته لجنة من أمراء المانشو خلفًا لوالده هونغ تايجي (1592 - 1643) حين كان عمره خمسة أعوام في شهر سبتمبر من عام 1643. كذلك قرر الأمراء تعيين وصيين آخرين على العرش ألا وهما دورغون (1612 - 1650) وهو الابن الرابع عشر لمؤسس سلالة تشينغ نورهس (1559 - 1626) وجيرغالانغ (1599 - 1655) وهو أحد أولاد أخ نورهس. كان كليهما أعضاء في عشيرة تشينغ الإمبراطورية.
تركزت جل السلطة السياسية في أيدي دورغون خلال الفترة الممتدة من عام 1643 حتى عام 1650. تمكنت إمبراطورية تشينغ في ظل قيادته من السيطرة على معظم المناطق التي خسرتها سلالة مينغ على إثر سقوطها (1368 - 1644) ولاحقت موالي نظام مينغ متغولةً في المقاطعات الجنوبية الغربية، ورسخت قاعدة حكم تشينغ على كامل أراضي الصين الداخلية على الرغم من اتباعها للعديد من السياسات التي لم تحظى بشعبية تذكر على غرار أمر قص الشعر لسنة 1645 والذي أجبر رعايا إمبراطورية تشينغ على حلاقة جبهاتهم وضفر ما تبقى من شعرهم في ضفائر رفيعة تشبه تلك التي كان المانشو يقومون بها. باشر الإمبراطور شونجي صغير السن مزاولة شؤون الحكم شخصيًا بعد وفاة دورغون في آخر يوم من أيام عام 1650. حاول شونجي محاربة الفساد وإضعاف النفوذ السياسي الذي تمتعت به طبقة نبلاء المانشو محرزًا بعض النجاح في هذا الصدد. واجه شونجي عودة ظهور المقاومة الموالية لسلالة مينغ خلال خمسينيات القرن السابع عشر، ولكن تمكنت جيوشه من هزيمة آخر أعداء إمبراطورية تشينغ بحلول عام 1661 ألا وهما البحار كوسينغي (1624 - 1662) وأمير غوي (1623 - 1662) من سلالة مينغ الجنوبية إذ استسلم كليهما في السنة اللاحقة. توفي الإمبراطور شونجي في الثانية والعشرين من العمر على إثر إصابته بالجدري وهو من الأمراض شديدة العدوى التي كانت متفشية في الصين آنذاك والتي لم يكن عند المانشو مناعة ضدها. خلفه ابنه الثالث شواني الذي استطاع النجاة من الجدري. دام عهد شواني لمدة ستين عامًا وهي حقبة عرفت باسم «كانغشي» (ولذلك عرف بالإمبراطور كانغشي). تعد حقبة شونجي من الحقب التاريخية غير المعروفة نسبيًا في تاريخ سلالة تشينغ نظرًا لقلة الوثائق التاريخية العائدة إلى هذه الحقبة بالمقارنة مع الحقب اللاحقة.
«شونجي» هو الاسم الذي أطلق على عهد هذا الحاكم باللغة الصينية. هذا اللقب هو نفسه المستعمل في اللغتين المانشوية والمغولية لأن أسرة تشينغ الإمبراطورية كانت تنتمي للمانشو، فضلًا عن سيطرتها على العديد من القبائل المغولية التي أعانت سلالة تشينغ على غزو الأراضي الواقعة تحت سيطرة سلالة مينغ. «فولن» هو الاسم الشخصي للإمبراطور، في حين كان «شيزو» هو الاسم المستعمل بعد وفاة الإمبراطور والذي كان يعبد به في معبد الأجداد الإمبراطوري.

## خلفية تاريخية
عاشت عدد من قبائل الجورشن في إقليم منشوريا حين كانت الصين ما تزال واقعةً تحت حكم سلالة مينغ (1368 - 1644) خلال ثمانينيات القرن السادس عشر. وحد نورهس (1559 - 1626) -وهو زعيم الجيانجو جورشن- معظم قبائل الجورشن تحت لوائه في سلسلة من الحملات العسكرية خلال الفترة الممتدة من ثمانينيات القرن السادس عشر حتى العقد الثاني من القرن السابع عشر. كان من أهم الإصلاحات التي قام بها نورهس هو دفع قبائل الجورشن نحو استعمال مجموعة من الأعلام التي حملت أربعة ألوان مختلفة (الأصفر والأبيض والأحمر والأزرق). قُسم كل لون من هذه الألوان إلى لونين آخرين مشكلين نظامًا اجتماعيًا وعسكريًا جامعًا يعرف باسم نظام الرايات الثماني. نقل نورهس أحقية السيطرة على نظام الرايات إلى أبنائه وأحفاده. غير نورهس اسم قبيلته ليصبح آيسن جيورو (والتي تعني الجيورو الذهبي باللغة المانشوية) في عام 1612 تقريبًا حتى يميز عائلته عن سلالات جيورو الأخرى وبقصد الإشارة إلى السلالة السابقة التي أسسها الجورشن ألا وهي سلالة جين «الذهبية» التي حكمت شمال الصين خلال الفترة الممتدة من عام 1115 حتى عام 1234. أعلن نورهس عن تأسيس سلالة جين اللاحقة بصورة رسمية في عام 1616 وهو ما عنى فعليًا استقلاله عن سلالة مينغ الحاكمة. استطاع نورهس انتزاع معظم مدن لياودونغ الكبرى من قبضة إمبراطورية مينغ على مدى السنوات القليلة اللاحقة. انتهت سلسلة الانتصارات المتتابعة التي حققها في حصار نينغيوان في شهر فبراير عام 1626، وذلك حين تمكن القائد العسكري يوان تشونغخوان من إلحاق الهزيمة به بمساعدة أحد المدافع البرتغالية التي كانت إمبراطورية مينغ قد حصلت عليها مؤخرًا. توفي نورهس بعد بضعة أشهر على إثر الجروح التي أصيب بها خلال المعركة.
واصل ابن نورهس وخليفته هونغ تايجي (1592 - 1643) جهود والده الرامية إلى بناء دولة جديدة إذ عمل على تركيز السلطة في يده واقتدى في تصميمه لمؤسسات حكومة جين اللاحقة بالمؤسسات الصينية واستجر حلفاءه المغول في صفوف قواته وألحق القوات الصينية المستسلمة في جيش الرايات الثماني. كذلك قاد توغلًا عسكريًا بلغ فيه مشارف بكين في عام 1629 وأسر خلاله عددًا من الحرفيين الصينيين الذين كانوا يعرفون كيفية تصويب المدافع البرتغالية. غير هونغ تايجي تسمية جورشن لتصبح «مانشو» في عام 1635، وغير اسم دولته من «جين اللاحقة» لتصبح «تشينغ» في عام 1636. تحضرت دولة تشينغ لشن هجوم على سلالة مينغ المتقهقرة بحلول عام 1643، وذلك بعدما بسط هونغ تايجي سيطرته على آخر المدن التي كانت واقعة تحت سيطرة سلالة مينغ في شبه جزيرة لياودونغ. كانت سلالة مينغ تتداعى تحت وطأة الإفلاس المالي والأوبئة المهلكة وانتفاضات قطاع الطرق التي غذتها المجاعات واسعة الانتشار.

## اعتلاء العرش الإمبراطوري
واجهت دولة تشينغ الناشئة خطر الدخول في أزمة خطيرة حين توفي هونغ تايجي دون أن يعين خليفة له في يوم 21 سبتمبر عام 1643. ظهر عدة متنافسين على العرش ألا وهم دايشان وهو ثاني أبناء نورهس وأكبرهم سنًا، وابنه الرابع عشر دورغون وابنه الخامس عشر دودو (كليهما ولدا لنفس الأم). كذلك وضع هوجي -وهو السليل البكر لهونغ تايجي- العرش نصب عينيه. كان أشقائه دودو وأجيغه ودورغون (ابن الواحدة وثلاثين ربيعًا) يقودون لوائي الراية البيضاء وشبه البيضاء، في حين كان دايشان (60 عامًا) يقود اللوائين الحمر وحظي هوجي (34 عامًا) بولاء اللوائين الصفر.
وقعت مهمة تعيين إمبراطور جديد لسلالة تشينغ على عاتق مجلس الأمراء والوزراء التداولي الذي مثل هيئة صناعة القرار الرئيسية للمانشو حتى تأسيس المجلس الأكبر في عشرينيات القرن الثامن عشر. رأى العديد من أمراء المانشو أحقية اعتلاء دورغون للعرش الإمبراطوري نظرًا لكونه من القادة العسكريين المعتبرين، ولكن دورغون قابل هذا المقترح بالرفض وأصر على أن يخلف أحد أبناء هونغ تايجي والدهم. عين أعضاء المجلس فولن (وهو الابن التاسع لهونغ تايجي) إمبراطورًا جديدًا اعترافًا منهم بسلطة دورغون بالتوازي مع إبقائهم العرش في خط نسب هونغ تايجي، ولكنهم قرروا تعيين دورغون وجيرغالانغ (ابن أخ نورهس الذي قاد اللواء شبه الأزرق) كوصيين على الإمبراطور الطفل ابن الخمسة أعوام. توج فولن إمبراطورًا على عرش سلالة تشينغ بصورة رسمية بتاريخ 8 أكتوبر عام 1643، وتقرر أن عهده سيحمل الاسم «شونجي». تعد حقبة شونجي من الحقب التاريخية غير المعروفة نسبيًا في تاريخ سلالة تشينغ نظرًا لقلة الوثائق التاريخية التي وثقت وقائع هذه الحقبة.